# 勐海柯
勐海柯（学名：Lithocarpus fohaiensis）是壳斗科柯属的植物，是中国的特有植物。分布于中国大陆的云南等地，生长于海拔600米至1,500米的地区，多生于山地疏林中，目前尚未由人工引种栽培。

## 别名
勐海石栎